# Thecamp
Thecamp, stylisé thecamp en minuscules, est un technopôle de 11 000 m2 à Aix-en-Provence créé par Frédéric Chevalier. Inauguré en 2017, le lieu est un campus d’innovation et de formation qui se définit comme un « projet atypique ».
Destiné aux entreprises, institutions, étudiants, startups et créateurs, thecamp accueille des programmes d’apprentissage, des séminaires, des résidences et des événements dans le but de « jouer un rôle de facilitateur de projets ».
Quelques années après sa création, il est désormais au coeur de différentes procédures et questionnements quant à sa viabilité et son modèle économique.

## Historique du projet
En 2010, Frédéric Chevalier, entrepreneur et fondateur du groupe HighCo, conçoit le projet thecamp comme un campus d’innovation novateur, visant à créer un « tiers-lieu » mêlant nature et technologies. Sa vision est de développer un espace destiné à favoriser l’intelligence collective, la créativité et l’expérimentation autour des transitions numérique, environnementale et sociale. Ce lieu devait favoriser la rencontre entre startups, entreprises, chercheurs et étudiants, en proposant un cadre propice à la co-innovation et à la disruption des modèles économiques et sociétaux traditionnels.
Il réunit 80 millions d'euros dont une partie émanant de sa fortune personnelle, pour financer le projet. Les partenaires annoncés au cours des années sont divers, 18 entreprises privées et 5 partenaires publics, telle que Air France, La Maif, le groupe MGEN-ISTYA-Harmonie, Accor, Sodexo, la Chambre de Commerce, la région Sud ou le Crédit Agricole.
En 2015, après de longues négociations, le chantier est lancé, bénéficiant d’un soutien marqué des autorités publiques, avec notamment la présence d’Emmanuel Macron, ministre de l’Économie à l’époque.
En juillet 2017, Frédéric Chevalier, fondateur et principal porteur du projet, décéde dans un accident de moto ; Jean-Paul Bailly, haut fonctionnaire, assure alors la direction par intérim afin d’assurer la continuité du projet durant sa phase finale de construction et d’ouverture.
Finalement, une pré-ouverture a lieu fin septembre, pour une ouverture théoriquement prévue début 2018, avec le lancement des premiers programmes puis l'accueil des premières start-ups.
L’inauguration officielle de thecamp a eu lieu le 28 septembre 2017, en présence de nombreuses personnalités du monde économique, politique et académique, ainsi que des partenaires financiers du projet.

## L'architecture du campus
Le campus a été imaginé par l’architecte Corinne Vezzoni et pensée pour favoriser l’ouverture, la modularité et l’intégration dans le paysage naturel environnant. L’ensemble des bâtiments s’articule autour d’une vaste canopée de plus de 7 000 m², structure centrale qui protège les espaces de vie et de travail du soleil et des intempéries, tout en récupérant les eaux de pluie pour l’entretien du site.
Au cœur du campus, on retrouve le bâtiment principal qui accueille une série de salles de réunion modulables, des espaces de coworking, ainsi que des lieux de réception et de restauration baignés de lumière naturelle grâce à de grandes baies vitrées.
L’hôtel intégré au site propose environ 170 chambres réparties dans des unités indépendantes, conçues en construction sèche pour limiter l’empreinte environnementale et promouvoir le confort des visiteurs. Ces logements sont pensés pour accueillir aussi bien les participants à des séminaires que des porteurs de projets en résidence.
Complétant l’offre, le campus dispose de plusieurs espaces d’expérimentation et d’innovation, de salles de conférence pouvant recevoir plusieurs centaines de personnes, ainsi que de zones extérieures végétalisées aménagées pour les temps de pause et les ateliers de plein air.
Thecamp a été lauréat des prix SIMI 2017 et Born Awards 2018.

## Questionnements autour du modèle économique

### Période 2018 - 2021
À partir de 2018, le projet rencontre des difficultés financières importantes.
En mai 2018, Olivier Mathiot (cofondateur de PriceMinister) prend la présidence non exécutive de thecamp. Malgré cette nouvelle gouvernance, le campus reste alors non rentable, et un équilibre financier espéré pour 2021, notamment par une réduction des charges.
En juin 2019, Patrice Ceccaldi (fondateur de Manageo) rejoint thecamp au poste de directeur général.
En 2020, la fermeture administrative durant le confinement entraine une perte de 40 % du chiffre d'affaireset le lieu frôle le dépôt de bilan.
L'année suivante, après une période d'économies et de « rationalisation des coûts » sur de multiples points, thecamp doit être recapitalisé, repoussant un équilibre des comptes à 2023,,. Selon le magazine Capital, ce sont, à 2021, environ 81 millions d'euros qui ont été cumulés entre les pertes depuis 2016, les avances non remboursées et le coût d’aménagement du site.
À la rentrée 2021, Olivier Mathiot explique avoir restructuré les activités et maîtrisé les coûts avec l’aide des investisseurs historiques (notamment Booster et le Crédit agricole Alpes Provence) après avoir subi un plan de sauvegarde en février devant le Tribunal de commerce de Marseille.
Dès 2021, thecamp a été placé en redressement judiciaire face à l’accumulation de dettes, notamment envers les collectivités locales et des partenaires privés.
La même année, le campus restructure ses activités en se recentrant sur l’accompagnement des entreprises et des organisations.

### Période 2022 - Aujourd'hui
En 2022, le campus est repris par Kevin Polizzi qui en devient le seul actionnaire
En 2024–2025, malgré la reprise , le campus et certaines de ses filiales ont à nouveau fait l’objet de procédures de redressement judiciaire, avec la nomination d’un administrateur et l’ouverture de nouveaux débats sur la viabilité du modèle, en lien avec un passif qui dépassait alors les 28 millions d’euros
La multiplication des procédures traduit l’ampleur des difficultés et la complexité du sauvetage du site. Les décisions du tribunal de commerce visaient, selon les cas, à éviter la liquidation totale, à préserver l’emploi (35 postes concernés lors d’une procédure en 2025) et à permettre la restructuration des différentes entités exploitantes.
Plusieurs entités liées à thecamp (foncière, structure d’exploitation, activités startups) ont ainsi été successivement placées en redressement ou visées par des procédures collectives distinctes durant cette période.
Enfin, le moratoire sur la dette publique et les multiples renégociations menées devant le tribunal de commerce n’ont pas empêché l’ouverture de nouvelles procédures, preuve de difficultés persistantes.

## Positionnement actuel et activités
Depuis 2021, thecamp s’est recentré sur l’accompagnement des entreprises et des organisations dans leurs processus de transformation numérique et managériale.
Le campus propose désormais un panel d’activités axées sur la formation, l’innovation collaborative et l’intelligence collective, avec des programmes adaptés aux besoins des grandes entreprises, PME, startups ainsi qu’aux acteurs publics.
Ce repositionnement stratégique vise à pérenniser le modèle économique du site en valorisant son rôle de catalyseur de projets innovants et de laboratoire d’expérimentation des transitions sociales, environnementales et technologiques.

### Source
- Éric Wattez, « Thecamp, le technopôle fantôme à 80 millions d'euros », Capital, no 356,‎ mai 2021, p. 42 à 43 (ISSN 1162-6704).